# Октамасад (синди)
Октамасад (скит.: *Uxtamazatā) — правитель скитського племені синтів; син правителя Екатая і доньки скитського короля Тіргатао. Зайняв трон батька близько 383 року до нашої ери.

## Життєпис
Форма імені Октамасад (Oktamasadēs) — це еллінізація скитського імені *Uxtamazatā.
Його батько, король синдів Екатай був непопулярним серед населення через свій союз з правителем Боспору Сатиром I. Гекатей був усунутий від влади через підтримку загарбницьких дій Боспору, але Сатир I надав йому допомогу і відновив на троні, за умови, що замість Тіргатао він візьме в дружини його доньку, закріпивши таким чином їх союз.
Вступ Октамасада на трон був підтриманий аристократією Синду, що виступала проти експансії Боспору на їхні землі. Після вступу на престол, його мати та найближче оточення підтримали вступ у війну з Боспорським царством, яке на той час уже перебувало під владою активного та мілітаристського правителя Левкона, що хотів захопити всі сусідні Криму землі. Синди пішли на боспорське місто Лабритай, але Левкон, що вже планував повністю анексувати державу синдів, використав це як привід піти у наступ.
Битва при Лабритаї відбулась близько 380 року до н. е. Левкон перед битвою дав обітницю спорудити пам'ятник не богу, якому поклонялися лабрійці, а Аполлону богу, якому найбільше поклонялися Спартокиди. В битві боспорська армія розгромила війська Оксамасада та змусила його втекти до Скитії, залишивши трон своєму батькові, що став васалом Боспору.
Здобувши перемогу, Левкон поставив статую Фебу Аполлону в Лабритаї. Невідомо скільки ще правив Екатай, але невдовзі після битви Синдикейське королівство стало провінцією Боспорської держави, що свідчить про те, що Левкон став напряму правити цими землями в короткий час після битви.
Доля Оксамасада після його відступу до Скитії невідома.